# (33544) Jerold
(33544) Jerold est un astéroïde de la ceinture principale.

## Description
(33544) Jerold est un astéroïde de la ceinture principale. Il fut découvert le 15 mai 1999 à Fountain Hills (Arizona) par Charles W. Juels. Il présente une orbite caractérisée par un demi-grand axe de 2,54 UA, une excentricité de 0,17 et une inclinaison de 13,4° par rapport à l'écliptique.

## Compléments